# Els van der Vlist
Els van der Vlist (Boskoop, 1970) is een Nederlands schrijver, spreker en theoloog.

## Biografie

### Opleiding
Van der Vlist ging naar het CSG Groene Hart in Alphen aan den Rijn. Hierna bezocht ze de Christelijke Hogeschool Ede in Ede en studeerde theologie aan de Evangelische Theologische Faculteit in Leuven.

### Loopbaan
Van der Vlist was begin jaren negentig werkzaam als secretaresse en officemanager bij Siemens Nederland, Campman Tennekes de Jong Architekten en De IJsselstaete. Hierna werkte ze als freelance journalist bij de Elisabethbode en het Reformatorisch Dagblad waar ze ook columns en reportages schreef. In diezelfde periode werkte ze als counselor en coach voor Reflect the Glory. Vanaf 2010 werkt ze hiervoor ook als journalist en tekstschrijver. Daarnaast schreef zij een aantal boeken over gezond leven en religie.